# Tuomas Holopainen
Tuomas Lauri Johannes Holopainen (født 25. december 1976, i Kitee) er keyboard-spiller og sangskriver] i det finske symfoniske metal-band Nightwish. Han har også spillet i bandsene Nattvindens Gråt og Darkwoods My Betrothed.

## Karriere
Tuomas startede med at studere i et musik kollegie, værende den bedste til at spille klarinet og klaver. Han spillede i flere bands, inkl. spille keyboard på tre albums med black metal-bandet Darkwoods My Betrothed, før han fik idéen om at starte sit eget band, hvor han selv ville skrive musikken.
Det førte til stiftelsen af Nightwish i juli 1996, rundt om et lejrbål. Han spurgte Emppu Vuorinen & Tarja Turunen om de ville være med til hvad der dengang kun var et akustisk projekt. Efter at have hørt Tarjas stærke sangstemme besluttede Tuomas at lave Nightwish om til et metalband.
Nightwish's første album, Angels Fall First, kom i 1997, men det var i 1998, efter udgivelsen af Oceanborn, at Tuomas' utrolige kompositionsevner fik anerkendelse over hele verden. Endnu fire udgivelser fulgte; Wishmaster (2000), Over the Hills and Far Away (2001), Century Child (2002) og Once (2004). I forbindelse de to sidste albums, tog Tuomas Nightwish til et helt nyt plan ved at samarbejde med symfoniorkestre fra Finland og Storbritannien, hvilket også er sket i forbindelse med det nye album fra 2007 Dark Passion Play, der både findes i en normal udgave med en cd og i en dobbelt udgave, hvor cd nummer to indeholder den instrumentale udgave af albummet.

## Bands

### Nuværende
- Nightwish
- Timo Rautiainen
- For My Pain...

### Tidligere bands
- Nattvindens Gråt
- Darkwoods My Betrothed

## Diskografi

### Med Nightwish
| - Angels Fall First (1997) - Oceanborn (1998) - Wishmaster (2000) - Over the Hills and Far Away EP (2001) - Century Child (2002) - Once (2004) - Dark Passion Play (2007) - Made in Hong Kong (2009) - Imaginaerum (2011) - Endless Forms Most Beautiful (2015) - Human. :II: Nature. (2020) |

### Solo
| - Music Inspired by the Life and Times of Scrooge (2014) |

### Med Darkwoods My Betrothed
- Heirs of the Northstar (1995)
- Autumn Roars Thunder (1996)
- Witch-Hunts (1998)
- Angel of Carnage Unleashed (2021)

### Med Nattvindens Gråt
- Där Svanar Flyger (1995)
- A Bard's Tale (1995)
- Chaos Without Theory (1997)

### Med Auri
- Auri (2018)
- II – Those We Don't Speak Of (2021)

### Andre projekter
- Chronicles of Hethenesse- Book 1 the Shadow Descends (1999), Furthest Shore
- Fallen (2003), For My Pain...
- Sarvivuori (2006), Timo Rautiainen

### Som sessionsmusiker
- Chamelion (1995), Plamen Dimov (tenorsaxofon)[5]
- Helvetistä itään (2003), Kotiteollisuus
- Into the Silence  (2003), Sethian
- Sufferion - Hamartia of Prudence (2003), Silentium
- Kylmä tila (2004), Timo Rautianen & Trio Niskalaukaus
- Lisää persettä rättipäille (2007), Kylähullut
- Peräaukko sivistyksessä (2007), Kylähullut
- Why So Lonely? (2014) Kari Rueslåtten